# Ceratohister camelus
Ceratohister camelus är en skalbaggsart som beskrevs av Alexey K. Tishechkin och Nikolai Nikolaevich Sokolov 2010. Ceratohister camelus ingår i släktet Ceratohister och familjen stumpbaggar. Inga underarter finns listade i Catalogue of Life.